# Cacoplistes westwoodianus
Cacoplistes westwoodianus är en insektsart som beskrevs av Henri Saussure 1877. Cacoplistes westwoodianus ingår i släktet Cacoplistes och familjen syrsor. Inga underarter finns listade i Catalogue of Life.